# Онзили
Онзили (фр. Anzeling) насеље је и општина у североисточној Француској у региону Лорена, у департману Мозел која припада префектури Буле Мозел.
По подацима из 2011. године у општини је живело 507 становника, а густина насељености је износила 85,64 становника/km². Општина се простире на површини од 5,92 km². Налази се на средњој надморској висини од 300 метара (максималној 258 m, а минималној 197 m).

## Демографија
| 1962. | 1968. | 1975. | 1982. | 1990. | 1999. | 2011. |
| ----- | ----- | ----- | ----- | ----- | ----- | ----- |
| 246   | 309   | 302   | 309   | 366   | 379   | 507   |

График промене броја становника у току последњих година